# Podział administracyjny Kościoła katolickiego w Szwecji
Podział administracyjny Kościoła katolickiego w Szwecji – w ramach Kościoła katolickiego w Szwecji odrębne struktury mają:
- Kościół katolicki obrządku łacińskiego (Kościół rzymskokatolicki)
- Katolickie Kościoły wschodnie:
  - Kościół katolicki obrządku bizantyjsko-ukraińskiego (Kościół greckokatolicki)

## Obrządek łaciński
Jednostki administracyjne Kościoła katolickiego obrządku łacińskiego w Norwegii:
- Podległe bezpośrednio do Stolicy Apostolskiej:
  - Diecezja sztokholmska

## Obrządek bizantyjsko-ukraiński
- Apostolski egzarchat Niemiec i Skandynawii